# Vyayam
El vyayam es un tipo de entrenamiento para las artes marciales indias, relacionado con la danza y el teatro hindú. En sus orígenes era una disciplina ejercitada como una base de preparación física por guerreros y por personas dedicadas a la danza y el teatro.
El vyayam se basa en el entrenamiento que recibían los guerreros en la India y sobre todo en el dhanur-vidhia (‘conocimiento de arquería’).

## Historia de la palabra
La palabra vyayam es un término sánscrito muy antiguo.
La primera mención de la palabra vyayam encontrada se encuentra en las Leyes de Manu (posiblemente posterior al siglo III a. C.) donde explica los deberes de un rey al mediodía:
| evam sarva-midam rayá           | Así, habiendo consultado en voz baja el rey                 |
| saja sam-mantria mantribhíh \|  | con todos sus ministros sobre todos esos [temas],           |
| vyayamya-plutia madhiajné       | habiendo hecho ejercicio, y habiéndose bañado, a mediodía   |
| bhoktum antaj-puram vishet \|\| | para comer a la ciudadela interior [el harén] puede entrar. |

Allí, vyayam significa simplemente ‘hacer ejercicio’ o ‘entrenar’. Los primeros detalles de la práctica se explican en el Malla-purana (siglo XIII) y el Vyayama-dipika.
El texto The yoga tradition in the Mysore Palace (‘la tradición yóguica en el palacio Mysore’) es un libro moderno que describe el entrenamiento vyayam.
Dos maestros contemporáneos, Dhirendra Brahmachari y Swami Shankara Tilakananda, han difundido este sistema de ejercicios.

## Nombre
- vyāyam, en el sistema AITS (alfabeto internacional para la transliteración del sánscrito).
- व्यायम्, en escritura devanagari del sánscrito.
- Pronunciación: /viáiam/[3] o /viaaiám/.
- Algunas definiciones:
  - luchar, luchar juntos, esforzarse, provocar la lucha (según el Taitiríia-samjita, los textos bráhmana y el Majábharata).
  - hacer estiramientos, hacer un gran esfuerzo, hacer ejercicio (Manu-samjita 7.216).
  - divertirse, entretenerse, perder el tiempo (según el médico Súsruta).
  - tirar, arrastrar o extraer en pedazos, extender (según Lāṭyāyana).
- "Vyayam" se descompone en dos palabras:
  - yama, que significa ‘domar’ y
  - vyu, que significa ‘empujar el aire o el aliento interno como externo’.

## Vyayam en la actualidad
Antonio Javier Ruiz Plazas, también conocido como Swami Shankara Tilakananda, es fundador del grupo Vaidika Prastisthana Sangha y de la Escuela Tradicional de Vyayam. Desde esta escuela se enseña el Vyayam como un arte milenario, un tipo de yoga dinámico que en sus orígenes habría sido una disciplina ejercitada por guerreros y posteriormente se relacionaría con la danza, el arte marcial y el teatro hindú.
En la actualidad, en algunos lugares de India se practica bajo nombres dravídicos (no sánscritos) como mai-payat, que son los ejercicios de energía, preparatorios a la práctica de kalari-payat, o "gimnasia del movimiento". Vyayam es una denominación sánscrita, mientras que maipayat y kalaripayat provienen del dravídicas (no se sabe si más antiguas o más modernas que el sánscrito).